# 北京市通州区图书馆
39°54′42″N 116°40′53″E / 39.9116809°N 116.6812575°E
北京市通州区图书馆是北京市通州区区属的一座综合性公共图书馆。馆舍面积4500平方米，藏书29万余册，年订报刊1000多种，阅览座位501个。现隶属于通州区文化委员会。

## 开放时间
- 周一至周五 8:30—18:00
- 周六至周日 8:30—18:30

## 历史
- 通州区图书馆建立于1958年，可追溯到1916年建立的通州通俗图书馆。
- 2003年，成为北京市公共图书馆一卡通成员馆。
- 2006年，成为北京市全国文化信息资源共享工程通州分中心，首都图书馆特色资料分馆。
- 2008年，建成北京市少儿科普阅览通州分中心。
- 2011年，被命名为社区青年阅览室。
- 2012年，成为首都图书馆联盟成员单位和图书通还馆。
- 2013年，评定为一级图书馆。
- 新馆工程于2011年11月开工建设，2013年10月投入试运行。 [3]